# Württembergi királynék listája
Ez a lap a württembergi királynék listája, ami az 1805 és 1918 között fennálló Württembergi Királyság királynéit sorolja fel. Tágabb értelemben Württemberg királyainak hitvesei szerepelnek a listán, mivel I. Vilmos és II. Vilmos királynak is volt koronázása előtt egy-egy házassága, amelyből nem kerültek ki királynék, így nevezetesen Bajorországi Sarolta Auguszta Karolina és Waldeck–Pyrmonti Mária nem királyné, hanem trónörökös hercegné titulusban voltak.

## Württembergi királynék (1806–1918)
| Királyné                                     | Portré | Terminusa                             | Házassága                                    | Megjegyzés                                                                                     |
| -------------------------------------------- | ------ | ------------------------------------- | -------------------------------------------- | ---------------------------------------------------------------------------------------------- |
| Württembergi-ház                             |        |                                       |                                              |                                                                                                |
| Nagy-Britanniai Sarolta Auguszta (1766–1828) |        | 1806. január 1. – 1816. október 30.   | Frigyes ∞ 1797. május 18. Szent Jakab-palota | III. György brit király és Mecklenburg–Strelitzi Zsófia Sarolta leánya, a Hannover-ház tagja.  |
| Oroszországi Katalin Pavlovna (1788–1819)    |        | 1816. október 30. – 1819. január 9.   | I. Vilmos ∞ 1816. január 24. Szentpétervár   | I. Pál orosz cár és Württembergi Zsófia Dorottya leánya, a Holstein–Gottorp–Romanov-ház tagja. |
| Württembergi Paulina (1800–1873)             |        | 1820. április 15. – 1864. június 25.  | I. Vilmos ∞ 1820. április 15. Stuttgart      | Lajos württembergi herceg és Nassau–Weilburgi Henrietta leánya, a Württembergi-ház tagja.      |
| Oroszországi Olga Nyikolajevna (1822–1892)   |        | 1864. június 25. – 1891. október 6.   | Károly ∞ 1846. július 13. Peterhof           | I. Miklós orosz cár és Poroszországi Sarolta leánya, a Holstein–Gottorp–Romanov-ház tagja.     |
| Schaumburg–Lippei Sarolta Mária (1822–1892)  |        | 1891. október 6. – 1918. november 30. | II. Vilmos ∞ 1886. április 8. Stuttgart      | Vilmos schaumburg–lippei herceg és Anhalt–Dessaui Bathildis leánya, a Lippe-ház tagja.         |